# Кузнецов, Сергей Алексеевич (Герой Советского Союза)
Сергей Алексеевич Кузнецов (1917—1973) — полковник Советской Армии, участник Великой Отечественной войны, Герой Советского Союза (1944).

## Биография
Сергей Кузнецов родился 21 октября 1917 года в селе Большие Хутора (ныне — Нижнеломовский район Пензенской области). Окончил семь классов школы и первый курс плодово-полеводческого техникума. В 1935 году Кузнецов был призван на службу в Рабоче-крестьянскую Красную Армию. В 1938 году он окончил Чкаловское военное авиационное училище лётчиков. С октября 1941 года — на фронтах Великой Отечественной войны. В боях два раза был ранен.
К августу 1944 года майор Сергей Кузнецов был штурманом 233-го истребительного авиаполка 234-й истребительной авиадивизии 16-й воздушной армии 1-го Белорусского фронта. К тому времени он совершил 227 боевых вылетов, принял участие в 52 воздушных боях, сбив 19 вражеских самолётов лично и ещё 8 — в составе группы.
Указом Президиума Верховного Совета СССР от 26 октября 1944 года за «мужество и героизм, проявленные в воздушных боях» майор Сергей Кузнецов был удостоен высокого звания Героя Советского Союза с вручением ордена Ленина и медали «Золотая Звезда».
После окончания войны Кузнецов продолжил службу в Советской Армии. В 1954 году в звании полковника он был уволен в запас. Проживал и работал в Орле. Скончался 23 октября 1973 года, похоронен на Наугорском кладбище Орла.
Был также награждён двумя орденами Красного Знамени, орденами Александра Невского и Отечественной войны 1-й степени, двумя орденами Красной Звезды, рядом медалей.

## Увековечение памяти
- В городе Нижний Ломов Пензенской области, на Аллее славы герою установлена памятная доска.

Памятная доска Кузнецову Сергею Алексеевичу на Аллее славы в городе Нижний Ломов Пензенской области.